# گورنگه ژاپسکو
گورنگه ژاپسکو (به صربی: Gornje Žapsko) یک منطقهٔ مسکونی در صربستان است که در ناحیه پچینیا واقع شده‌است. گورنگه ژاپسکو ۱۰۹ نفر جمعیت دارد.